# Jeholodens jenkinsi
Jeholodens jenkinsi és un mamífer extint que visqué durant el Cretaci. Aquest mamífer primitiu pertanyia a l'ordre dels triconodonts. Jeholodens mesurava uns 12 cm de llarg i tenia una aparença semblant a la d'una rata, amb una llarga cua. Aquest mamífer primitiu era probablement un insectívor nocturn. La morfologia de les potes i els dits curts indiquen que Jeholodens vivia a terra.